# Відслонення міоценових відкладів у місті Бучач
Відслонення міоценових відкладів у місті Бучач — геологічна пам'ятка природи місцевого значення в Україні.

## Розташування
Відслонення знаходиться на правому березі річки Стрипа біля залізничного моста в м. Бучачі Тернопільської області.

## Пам'ятка
Міоценові відклади оголошені об'єктом природно-заповідного фонду рішенням виконкому Тернопільської обласної ради № 496 від 26 грудня 1983. Перебувають у віданні Бучацького комбінату комунальних підприємств.

## Характеристика
Площа — 0,1 га.
Під охороною — відслонення нагірянських верств гельветського ярусу неогенової системи потужністю 1 м, утворене ясно-сірими кварцово-глауконітовими пісками і пісковиками з прошарками вапняків, що залягають на розмитій поверхні та перекриваються бережанськими верствами, вираженими глиною та мергелем.
Відслонення має наукове значення як стратотип нагірянських верств гельветського ярусу неогенової системи.